# Grande Exército Aliado de Libertação

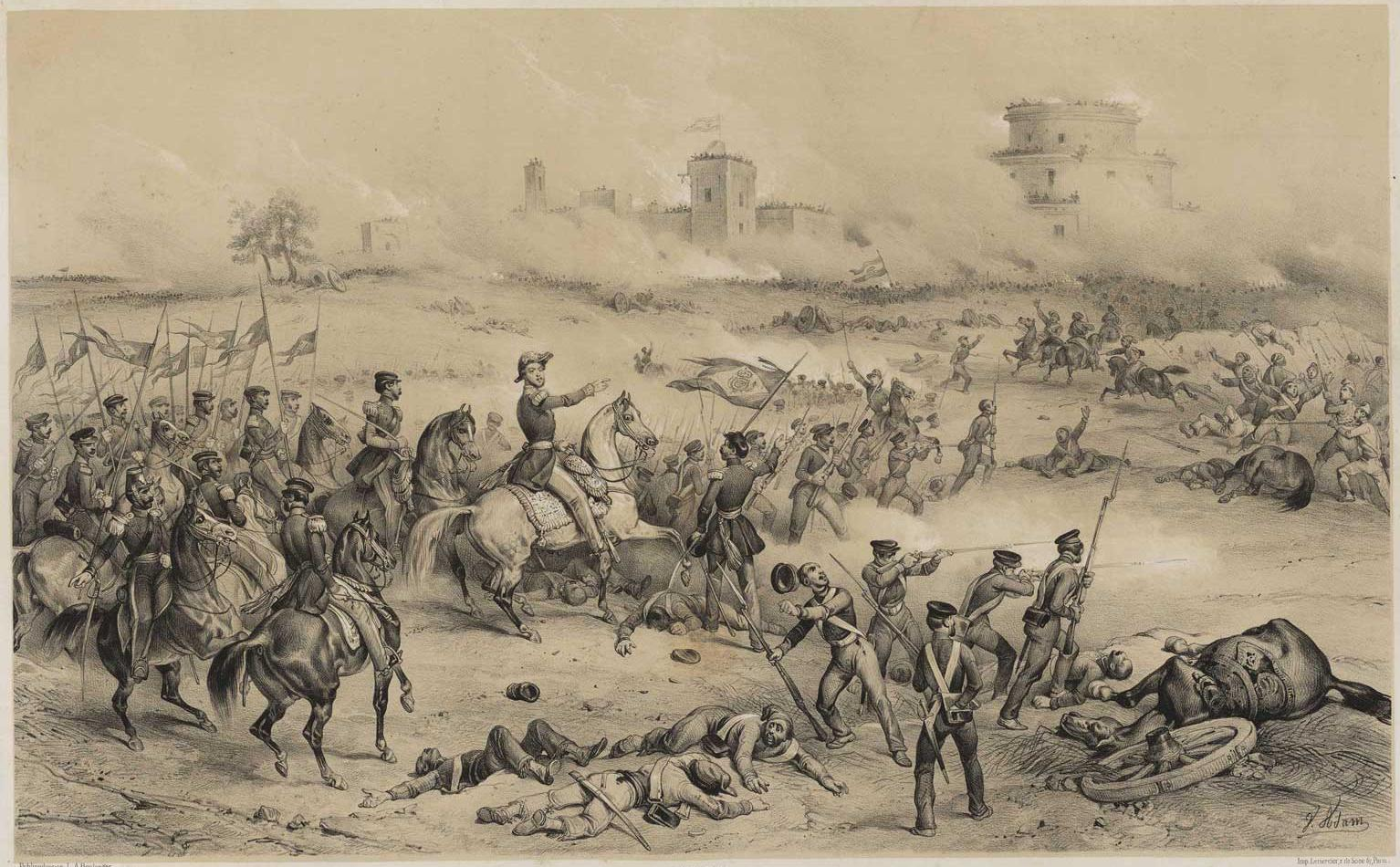
Tropas brasileiras do Grande Exército durante a Batalha de Caseros

O chamado Grande Exército (Grande Exército Aliado de Libertação) foi o corpo militar que, em 1852, sob o comando do governador e líder da província de Entre Ríos, Justo José de Urquiza, invadiu as províncias de Santa Fé e Buenos Aires e derrotou o exército do governador e líder federal de Buenos Aires, Brigadeiro Juan Manuel de Rosas, que até então estava encarregado do exercício das relações exteriores da Confederação Argentina, na Batalha de Caseros.
Era composta por 30 000 homens, a maioria das províncias de Entre Ríos e Corrientes, e incluindo mais de 4000 soldados do Império do Brasil e quase 2000 uruguaios. Houve também algumas divisões de Buenos Aires sob o comando de jovens oficiais, futuras figuras notórias da política argentina, como os futuros presidentes Bartolomé Mitre e Domingo Faustino Sarmiento. Tinham 50 peças de artilharia. Ao passar por Santa Fé, também incorporou cerca de 2000 soldados daquela província.
Nas batalhas que antecederam a formação do Grande Exército, o Império do Brasil formou um exercito de 20 000 homens das três armas, sob o comando do Marechal de Campo Luís Alves de Lima e Silva, o futuro Duque de Caxias, na Província do Rio Grande do Sul (futuro estado Rio Grande do Sul).

## Antecedentes

### Pronunciamento de Urquiza
No mês de setembro de 1850, Urquiza, definitivamente distanciado do caudillo federal portenho, reuniu-se em Concordia com o governador da província de Corrientes, o coronel maior Benjamin Virasoro para formar uma aliança contra Rosas. Em 5 de janeiro de 1851, o jornal La Regeneración de Concepción del Uruguay publicou um artigo que nesse ano se chamaria "a Organização", em clara alusão aos projetos constitucionalistas do Entre Ríos caudillo e muito criticado nos meios rosistas portenhos. Ciente das negociações, Brigadeiro Manuel Oribe (comandante em chefe do exército branco-Rosista sitiando Montevidéu, líder do chamado Governo de Cerrito e titulado presidente do Uruguai com apoio de Rosário), comunicou a Rosas que estaria disposto a marchar sobre Entre Ríos, mas o governante porteño o deteve, para que ele poderia continuar com o Grande Site de Montevidéu. No final de março, Urquiza (que procurava algum outro apoio além de Corrientes) mandou o comerciante Antonio Cuyas y Sampere a Montevidéu para se encontrar com algumas personalidades daquela cidade sitiada para sondar sua opinião. A missão Cuyas y Sampere foi um grande sucesso, pois se reuniu com sucesso com Manuel Pacheco y Obes, Ministro das Relações Exteriores da República Oriental do Uruguai (o chamado Governo de Defesa de Montevidéu) e com Rodrigo de Souza da Silva Pontes, representante do Império do Brasil, entre outros. Enquanto já se falava em traição nos círculos de Rosário, Urquiza dirigiu no dia 5 de abril uma circular aos governadores das províncias argentinas, exortando-os a aceitar a renúncia que o governador de Buenos Aires periodicamente apresentava e que costumava rejeitar. Finalmente, Urquiza, anunciou sua ruptura por retirada de Rosas a delegação de relações exteriores da província de Entre Ríos da chamada Declaração de Urquiza, de 1 de Maio de 1851, em ato público na praça central de Concepción del Uruguay. Em 21 de maio o General Virasoro informou ao General Urquiza que Corrientes aderiu à Declaração. No final de maio, foi assinado um primeiro tratado entre os governos de Entre Ríos, da República Oriental do Uruguai e do Império do Brasil, do qual não participou o governo de Corrientes, que formou uma aliança ofensiva-defensiva com o objetivo de suspender o Grande Cerco de Montevidéu, expulsar o General Oribe e depois iniciar negociações para normalizar a vida institucional do Uruguai. No caso de Rosas declarar guerra, esta aliança se voltaria contra ele. Enquanto isso, Urquiza deu a conhecer uma circular em todos os departamentos provinciais de sua província com o objetivo de concentrar todos os homens autorizados para o serviço militar no dia 15 de julho, no Acampamento de Calá (próximo à atual cidade de Rocamora), ponto estratégico de concentração (por estar no centro da província) do Exército Entrerriano às margens do córrego Calá. Dali partiu o general Francisco Ramírez (primeiro líder da província) em sua campanha final de 1821 e daí vieram as invasões de Corrientes de Entre Ríos em 1839, 1841, 1845 e 1847. Os habitantes da campanha formaram a cavalaria e os artesãos e operários das cidades formariam a artilharia e a infantaria. Todos em Entre Ríos abandonaram suas casas e seus empregos a pedido do governador, pois o descumprimento foi condenado à pena de morte.
Em Corrientes, o general Virasoro, a pedido de Urquiza, poucos meses antes do início da primeira concentração do Exército Correntino em San Roque. Além disso, Virasoro organizou dois contingentes na cidade de Corrientes: o primeiro, o "Defensor", um batalhão de linha de quase 400 tropas, sob as ordens de seu irmão, o sargento-mor Cayetano Virasoro, que foi enviado no dia 25 de julho em transporte pelo rio até a então cidade do Paraná, capital de Entre Ríos, com sua banda marcial, tambores, armamentos, equipamentos e munições, e guardada por dois navios de guerra com "300 homens da Marinha", a fim de "viajar e salvar o litoral". Essa força desembarcou na capital de Entre Ríos em 1º de agosto. O outro contingente, a Divisão de Cavalaria da Linha "Escolta", com 750 tropas, marchou pouco antes para a costa do Uruguai, a pedido de Urquiza, sob o comando do Comandante Geral da Fronteira, Coronel José Antonio Virasoro (outro irmão de o governador). Urquiza idealizou, com base neste contingente veterano, formar uma força de cavalaria armada, composta pelas milícias dos Departamentos de Mercedes, Curuzú Cuatiá e Restauración, que teve que esperar no sudeste da província de Corrientes “a ordem do citado Chefe para verificar seu movimento até o ponto que ele designa”. O general Virasoro, que controlava nos mínimos detalhes o movimento das tropas em sua província e os contingentes já formados - sob as ordens de seus irmãos Cayetano e José Antonio -, acrescentou novas tropas: o batalhão cívico "Patricios" de 360 tropas, e o esquadrão de artilharia, com 130 tropas, comandado pelo coronel Miguel Virasoro (outro irmão do governador). No dia 12 de agosto, essa nova expedição também foi enviada por via fluvial ao Paraná. Seu objetivo era reforçar o batalhão "Defensor" e tinha ordens para tocar a cidade de Goyareceber uma folha de instruções do governador que o Comandante daquele ponto deveria entregar ao Chefe da expedição, além do fato de que ele se encarregaria e incorporaria o resto da infantaria que deveria marchar desde o referido povoado até o batalhão. Nesse mesmo dia 12 de agosto, o governador Virasoro comunicou ao congresso provincial a sua saída do território da província, no exercício das suas funções de general-em-chefe do Exército de Reserva. E foi justamente com base na infantaria e artilharia de Corrientes enviada ao Paraná que o General Virasoro levantou este Exército de Reserva no acampamento do riacho Las Conchillas com as milícias de Corrientes que gradualmente uma força de quase 3800 homens de Corrientes chegou ao seu acampamento.

### Campanha Urquiza no Uruguai e levantamento doCerco de Montevidéu
Em cumprimento ao acordo, no início de julho o general Urquiza iniciou sua ofensiva no território oriental. Ficou acertado que o líder de Entre Ríos lideraria a guerra, devido à fragilidade física de seu amigo Brigadeiro Eugenio Garzón (um destacado militar oriental branco, veterano da Guerra da Independência e da Guerra do Brasil, a serviço do Entre Ríos (general), que anteriormente, devido à sua condição de oriental e à sua popularidade, tinha sido sugerido por Urquiza como General em Chefe das forças expedicionárias. Embora o Exército Empresarial ao cruzar o rio Uruguai para atacar Oribe, negligenciou sua frente oeste (onde o Brigadeiro-médico Pascual Echagüeda província de Santa Fé e Rosas de Buenos Aires, ele desprezou a capacidade de ambos para fazê-lo. Saiu do Exército Correntino em sua província como Exército de Reserva, sob o comando de seu governador, General Virasoro, que se instalou próximo à cidade do Paraná, no riacho Las Conchillas.
Num inverno rigoroso, a arriscada operação de travessia do rio Uruguai foi realizada, em meio a uma tempestade, por três contingentes. Ao norte, no dia 18 de julho, o contingente Correntino, sob as ordens do Coronel José A. Virasoro, com 1500 cavaleiros, através do Paso de los Higos (atual Monte Caseros). O centro foi feito pelo General Garzón com a guarnição do Exército de Operações acampada em Arroyo Grande, um forte de 2900 cavaleiros de Entre Ríos, junto ao Paso del Hervidero (sul de Concordia). No sul, em 19 de julho, o general Urquiza cruzou o Paso de Paysandú com a guarnição do Exército de Operações acampada na Estância Posta San José, com 2170 cavaleiros entrerrianos, embaixo uma chuva torrencial. Urquiza confiou a tarefa de cruzar seu próprio contingente ao coronel Venâncio Flores, do leste colorado, que o cumpriu de maneira satisfatória. Graças à sua experiência, o general Urquiza promoveu o coronel Flores a coronel major (general). Realizada a operação, Urquiza ocupou Paysandú.
Depois de cruzar o rio com sucesso, as forças de Oribe começaram a se retirar sem oposição, ao mesmo tempo que muitos deles desertaram e relataram entrar para o Exército de Operações de Urquiza. As principais cidades costeiras foram ocupadas sem resistência. Em Paysandú todas as colunas invasoras se reuniram e, em 29 de julho, o general Urquiza iniciou sua marcha em direção ao interior do território oriental. Em apoio a Urquiza, um exército imperial brasileiro de 20 000 homens das três armas, sob o comando do Marechal de Campo Luís Alves de Lima e Silva, então conde de Caxias, estava sendo formado na Província do Rio Grande do Sul (futuro estado Rio Grande do Sul) Esses movimentos foram apoiados pela frota imperial brasileira, um forte 19 navios blindados com 203 peças de artilharia, destacada para o Rio da Prata, sob o comando do almirante britânico John Pascoe Grenfell. Para se defender desse ataque múltiplo, o General Oribe tinha 8000 homens e 25 peças de artilharia estacionadas no Cerco Grande de Montevidéu, outro exército de 4000 homens, sob o comando do Brigadeiro General Ignacio Oribe, ao norte do Rio Negro e uma vanguarda de 1500 homens no rio Uruguai. A vanguarda de Oribe, sob o comando do coronel Servando Gómez, juntou-se às forças de Urquiza com 300 homens; Urquiza o nomearia seu chefe de vanguarda.
As forças de Ignacio Oribe se dispersaram ante o rápido avanço de Urquiza: em 7 de agosto os contendores entraram em contato. A vanguarda de Urquiza lutou contra as forças do general Ignácio Oribe nas proximidades do rio Negro. Ignacio Oribe decidiu recuar rapidamente, cruzando o rio, deixando Urquiza com cerca de 6000 cavalos, carroças, bois e equipamentos. Essa retirada deveu-se à grande deserção ocorrida entre os partidários de seu irmão, que iam em massa para o inimigo. O general Ignacio Oribe comandava apenas 600 soldados de infantaria, 800 cavaleiros e 7 soldados. Todo o norte estava em mãos do Exército de Operações de Urquiza. No entanto, um levante favorável aos invasores em Colonia del Sacramento poderia ser derrubado pelo tenente-coronel Lucas Moreno, que apesar disso retirou seus homens para se juntar aos do general Manuel Oribe. Este saiu para receber o irmão, deixando o sobrinho, o coronel Francisco Lasala, a cargo de Montevidéu. Os irmãos Oribe se encontraram no Arroyo de la Virgen, embora sem perseguir ações ofensivas. O exército de Oribe acampado nas margens do referido riacho era composto por sete batalhões de infantaria, fortes com 10 chefes, 103 oficiais e 2290 soldados, além de 15 peças de artilharia. As forças de Rosário de Buenos Aires, fortes em 2500 infantaria, unidades de cavalaria e 30 peças de diferentes calibres permaneceram apoiando o cerco de Montevidéu.
Urquiza, detido por alguns dias dominando o norte do Rio Negro, aguardava a chegada dos contingentes brasileiros, em meio a fortes chuvas. No entanto, recebeu apenas o Tenente Coronel Manuel Luis Osorio, que o informou que o Marechal Luís Alves de Lima e Silva ainda se encontrava em Santana do Livramento no dia 13 de agosto com apenas nove batalhões de infantaria, já que a aglomeração das tropas brasileiras foi lenta. Urquiza não quis esperar mais por seu aliado imperial e retomou a ofensiva, cruzando o rio Negro em 28 de agosto e continuou recebendo mais contingentes de orientais. Urquiza continuou seu avanço em setembro, sem apresentar qualquer combate, embora impedido, por não ter infantaria ou artilharia, que no exército de Oribe eram o seu reduto. No entanto, neste exército a desmoralização foi imensa. Por isso, o general Oribe pediu reforços a Rosas, que foram negados quando ele não respondeu ao pedido. Desesperado, Oribe, sem ajuda de Buenos Aires, nem de uma expedição naval de Buenos Aires pelo rio Paraná para ameaçar Entre Ríos, pediu ajuda para retirar com seu exército para Buenos Aires, sob a proteção das frotas do Reino Unido e a Segunda República Francesa, estacionado no Rio da Prata. Grande foi a consternação do general Oribe, quando este pedido foi negado, alegando neutralidade por parte dessas potências europeias neste conflito. Enquanto isso, o exército imperial do Marechal Luís Alves de Lima e Silva interrompeu a marcha, entrou em território oriental e avançou lentamente (devido à composição lógica dessas forças) sobre Montevidéu e Colônia. Oribe retirou o seu exército para a ribeira de Miguelete e depois para Cerrito. Oribe, por meio de emissários, começou a manter conversas com o general Urquiza, que foram satisfatórias. Em 2 de outubro, o general Urquiza retomou a marcha de Canelones na direção onde as forças de Oribe em Buenos Aires estavam estacionadas. Em Las Piedras, A vanguarda de Urquiza sofreu um pequeno tiroteio com os soldados de infantaria de Buenos Aires no terreno acidentado. No dia 4 de outubro, Urquiza enviou o coronel Venâncio Flores com 600 cabeças de gado para alimentar a guarnição e a população da cidade de Montevidéu. Finalmente, Urquiza chegou em 7 de outubro nos arredores de Montevidéu e cercou o acampamento do exército sitiante de Manuel Oribe em uma roda de cavaleiros, fazendo contato nas margens do córrego Pantanoso. Com as forças de infantaria da guarnição sitiada de Montevidéu, que saíram de suas trincheiras e travaram batalha. Manuel Oribe, estava praticamente sozinho, defendido apenas pelas forças de Buenos Aires (não tinham instruções adequadas sobre o que fazer), vendo-se rodeado de terra e água e sabendo que a chegada das forças brasileiras estava próxima, acertou para entender um ao outro diretamente com Urquiza e se rendeu no dia seguinte, 8 de outubro. Então Urquiza e Oribe assinaram um pacto chamado Convenção de Pantanoso. Pela Convenção de Marsh, o cerco de nove anos foi levantado e foi reconhecido que não haveria vencedores ou perdedores e a unidade nacional oriental foi proposta. Oribe renunciou e deixou a cidade sem ser molestado; em troca, o governo de todo o país, incluindo Montevidéu, seria assumido pelo General Garzón. Este nunca chegou a assumir a prometida presidência, já que faleceu pouco depois. Em seu lugar foi nomeado Juan Francisco Giró. Finalmente, no dia 14 de outubro, o Marechal Luís Alves de Lima e Silva, à frente do exército imperial, esteve presente em Montevidéu, tardiamente. A campanha de Urquiza no Uruguai durou 80 dias, encerrando assim a Grande Guerra.

### Tratado de 21 de novembro de 1851
Em 17 de julho de 1851 Rosas havia declarado guerra ao Brasil, o que favorecia a assinatura de um tratado contra ele em 21 de novembro de 1851. Os governos de Entre Ríos, Corrientes, Uruguai e Brasil assinaram esse tratado. Foi assinado pelo Encarregado de Negócios dos Governos de Entre Ríos e Corrientes e pelo filho mais velho do Governador de Entre Ríos, Diógenes José de Urquiza; o ministro plenipotenciário do Brasil, Honorio Carneiro Leão, e o ministro e secretário de Estado do Uruguai, Manuel Herrera y Obes.
Para colocar os estados de Entre Ríos e Corrientes em condições de custear as extraordinárias despesas que terão de fazer com a movimentação de seu exército, Sua Majestade o Imperador do Brasil emprestará a eles a soma mensal de cem mil patacones pelo prazo de quatro meses a contar da data em que os referidos estados ratificarem o presente acordo.
Por meio desse novo tratado ficou estabelecido que os aliados não guerreavam contra a Confederação Argentina, mas sim contra o governador de Buenos Aires, pelo qual as províncias de Entre Ríos e Corrientes teriam a iniciativa de operações bélicas, com o Brasil e o Estado agindo, Oriental del Uruguai como auxiliares, se necessário. O general Urquiza assumiu o comando de uma força armada multinacional, que se concentraria em Diamante, província de Entre Ríos. O Brasil cooperaria com um corpo expedicionário de 4000 veteranos, a 1ª Divisão do exército imperial (composta por 3000 soldados de infantaria, um regimento de cavalaria e duas unidades de artilharia), adidos ao exército Urquiza, e o esquadrão. O Uruguai teve que fornecer homens e armamentos. Também no território oriental, mais precisamente concentrado em Colônia, estaria estacionado o grosso do exército imperial, convertido em um exército de reserva composto por 16 000 brasileiros das três armas, sob o comando do Marechal Luís Alves de Lima e Silva, prontos para que, em caso de revés militar de Urquiza e com a ajuda do esquadrão, ele poderia cruzar o Río de la Plata para apoiar as operações por meio de um ataque anfíbio a Quilmes.
A ajuda brasileira foi paga caro: o Império obrigou o novo governo a aceitar tratados pelos quais o Uruguai cedeu uma grande faixa de território no norte do país; aquele território era ocupado por pecuaristas brasileiros, protegidos por forças brasileiras, mas até então era reconhecido como parte do Uruguai. Além disso, o Uruguai reconheceu o Brasil como fiador da independência, ordem e instituições uruguaias; o Império assegurou-se o direito de intervir na política interna de seu vizinho sem nenhum controle externo.

### Concentração em Diamante e surgimento do Grande Exército
Depois de levantar o cerco de Montevidéu, o Grande Exército começou a se formar com as forças sitiadas e sitiadas. Urquiza permitiu que os líderes de Buenos Aires embarcassem para Buenos Aires, dando a entender que suas tropas os seguiriam. Mas os oficiais foram retirados da costa pelos navios ingleses e os 4000 soldados veteranos de Buenos Aires (2345 cavaleiros, 1720 soldados de infantaria e 220 artilheiros) que até recentemente sitiavam a cidade foram incorporados à força ao exército de Urquiza, sob os oficiais da unidade de comando.
Urquiza embarcou no dia 31 de outubro no navio brasileiro Affonso, subindo a foz do Rio da Prata e depois o rio Uruguai, fixando-se posteriormente no primeiro ponto de encontro das forças aliadas: Gualeguaychú. Junto com ele estava um comboio de transportes que levava a bordo o contingente de Buenos Aires, que assim que desembarcaram foi destacado para o acampamento Calá. Urquiza estava de volta a Entre Ríos. Durante sua ausência, o coronel Hilario Lagos havia saído de Entre Ríos com as tropas que Rosas ali mantinha.
Enquanto isso a cavalaria entrerriana, comandada pelo coronel Manuel Urdinarrain retornou à sua província para se instalar no acampamento Calá; A cavalaria Corrientes, sob o comando do Coronel José A. Virasoro, também retornou à sua província. Como recompensa pela atuação no Uruguai, o governo Correntino licenciou as milícias do contingente de Virasoro por vinte dias, que, ao final da licença, seguiram para Entre Ríos para ingressar no Exército Correntino, acampado próximo ao Paraná. Urquiza, que havia saído de Gualeguaychú, estava no acampamento Calá. Terminada a concentração e organização de suas milícias de Entre Ríos, Urquiza se dirigiu, com elas e o contingente portenho, ao porto de Punta Gorda (Diamante), último ponto de encontro das forças aliadas.
Por decreto do governo uruguaio, de 5 de novembro, ordenou a organização do contingente com o qual o Estado oriental contribuiria para a guerra, nomeando o coronel César Díaz como chefe e o coronel Julián Martínez como chefe do Estado-Maior. Quase 1800 soldados de infantaria oriental foram incorporados, distribuídos em quatro batalhões (três deles pertencentes à veterana guarnição de Montevidéu, que até recentemente guardava a praça sitiada, e o quarto batalhão, pertencente ao exército sitiante Oribe), e um volante de esquadrão de artilharia, 6 peças de 6, servidas por 200 artilheiros (esta foi a única contribuição do Uruguai, pois era a única força veterana de que dispunha).
O contingente oriental deixou Montevidéu no dia 4 de dezembro, em dois transportes guardados pelos vapores brasileiros Pedro II, Recife e Golfino, subindo os rios Paraná, Guazú e Ibicuy e desembarcou no dia 9 em Potrero de Peréz, próximo à foz do rio Gualeguay. Depois de esperar dez dias pelo auxílio no transporte prometido pelo General Urquiza, no dia 18 de dezembro o contingente oriental finalmente interrompeu a marcha por terra em direção a Diamante. Após uma marcha um tanto difícil devido às chuvas que os obrigaram a parar para recompor seus equipamentos e armas, o contingente oriental chegou a este destino na noite de 28 de dezembro.
Na madrugada de 16 de dezembro, os três primeiros batalhões (1198 soldados de infantaria) pertencentes à 1ª Divisão Auxiliar brasileira entraram no rio Paraná Guazú, sob o comando do Brigadeiro Manuel Marques de Sousa, que havia sido embarcado dividido em dois trechos para Colônia. Era guardado e transportado pela esquadra brasileira, formada pela fragata a vapor Dom Afonso, as corvetas a vapor Dom Pedro II, Recife e o navio a vapor Dom Pedro, rebocando as escunas Dona Francisca, União e o brigue Calíope. A tropa brasileira, comandada pelo almirante Grenfell, foi atacada por baterias de Buenos Aires, sob o comando do brigadeiro Lúcio Norberto Mansilla (cunhado de Rosas), estacionado nas ravinas de Acevedo, às margens do rio Paraná. O confronto, conhecido como Batalha do Paso del Cooper, aconteceu no dia 17 de dezembro e fez com que os brasileiros forçassem a passagem fortificada e continuassem seu percurso. Superado esse incômodo, a tropa brasileira passou por Rosário sem ser incomodada pelas forças ali estacionadas, para seguir rio acima até Diamante.
Diamante foi o segundo e último ponto de encontro das forças aliadas. Em 19 de dezembro, o general Urquiza chegou a Diamante, onde o general Virasoro já estava com o contingente de Correntino.

## Formação do Grande Exército
A formação do exército em Diamante 20 de dezembro de 1851 foi a seguinte:
General em Chefe: Governador e Capitão Geral da província de Entre Ríos, Brigadeiro Justo José de Urquiza Major General: Governador e Capitão Geral da Província de Corrientes, Coronel Major Benjamin Virasoro.
Total geral: 28 179 homens, dos quais pertenciam aos trens, cavalos, parques, mansões e inválidos: 2000 homens.

### Corpo de exército de Entre Ríos
Com um total de 10 350 homens:
- Esquadrão de Artilharia, comandado pelo Coronel José María Pirán com 230 homens
- Artilharia voadora, comandada pelo Tenente Coronel Luciano González com 200 homens
- Batalhão de Infantaria Entrerriano, comandado pelo Tenente Coronel Ramón Lista com 250 homens
- Batalhão de Infantaria Urquiza, comandado pelo Coronel Manuel Basavilbaso com 100 homens
- 1ª Divisão de Cavalaria, comandada pelo Coronel Manuel Urdinarrain com 1300 homens
- 2ª Divisão de Cavalaria, comandada pelo Coronel Miguel Galarza com 1500 homens
- 3ª Divisão de Cavalaria, comandada pelo Coronel Manuel Palavecino com 1100 homens
- 4ª Divisão de Cavalaria (Dept. Victoria), sob o comando do Coronel Casto N. Domínguez (Coronel Manuel Pacheco y Obes com 600 homens e Coronel Juan Hermelo com 700 homens)
- 5ª Divisão de Cavalaria, comandada pelo Coronel Mariano Doroteo Salazar com 500 homens
- 6ª Divisão de Cavalaria, comandada pelo Coronel Apolinario Almada com 900 homens
- 7ª Divisão de Cavalaria, comandada pelo Tenente Coronel Juan José Paso com 600 homens
- 8ª Divisão de Cavalaria, comandada pelo Major Ricardo López Jordan com 650 homens
- 9ª Divisão de Cavalaria, comandada pelo Tenente Coronel Jacinto González com 500 homens (Buenos Aires e alguns Santa Fé incorporados a este Corpo)
- Divisão de Cavalaria San José, comandada pelo Tenente Coronel Barón Alfredo Marbais du Graty com 300 homens
- Escolta de Sua Excelência, comandada pelo Coronel Fausto Aguilar com 270 homens e o Coronel Manuel Carballo com 270 homens
- Guarda, comandado pelo Tenente Coronel José Antonio Reyes com 200 homens

### Corpo de exército de Corrientes
Com um total de 5260 homens:
- Esquadrão de Artilharia, comandado pelo Tenente Coronel Solano González com 130 homens
- Batalhão de Infantaria Defensor, comandado pelo Major Wenceslao Martínez com 350 homens
- Batalhão de Infantaria Patricios, comandado pelo Major Santiago Acevedo com 360 homens
- Divisão de Cavalaria de Escolta, comandada pelo Coronel José Antonio Virasoro com 750 homens
- Divisão de Cavalaria do 1º Regimento, comandada pelo Coronel Manuel Antonio Ocampo com 680 homens
- 2º Regimento da Divisão de Cavalaria, comandado pelo Coronel Bernardino López com 500 homens
- 3.º Regimento da Divisão de Cavalaria, comandado pelo Coronel Simeón Paiva com 540 homens
- 4º Regimento da Divisão de Cavalaria, comandado pelo Coronel Nicanor Cáceres com 600 homens
- 5º Regimento da Divisão de Cavalaria, comandada pelo Coronel Salvador Bejarano com 650 homens
- Divisão de Cavalaria do 6º Regimento, comandada pelo Coronel Andrés Ricarde com 700 homens

### Corpo de exército de Buenos Aires
Com um total de 4219 homens:
- Esquadrão de Artilharia, comandado pelo Tenente Coronel Bernardo Castro com 110 homens
- Esquadrão de Artilharia, comandado pelo Tenente Coronel Bartolomé Mitre com 100 homens
- Batalhão de Infantaria de Buenos Aires (ex-Reduzido), comandado pelo Coronel Martín Tejerina com 430 homens
- Batalhão de Infantaria San Martín (ex-Patricios), comandado pelo Coronel Mariano Echenagucía com 430 homens
- Batalhão de Infantaria Constituição (ex-Libertad), comandado pelo Coronel José Toledo com 430 homens
- Batalhão de Infantaria da Federação (ex-Independência), comandado pelo Coronel Rodríguez com 430 homens
- 1ª Divisão de Cavalaria, comandada pelo Coronel José Ignacio Burgoa com 430 homens
- 2ª Divisão de Cavalaria, comandada pelo Coronel Manuel Hornos com 600 homens
- 3ª Divisão de Cavalaria, comandada pelo Coronel Pedro León Aquino com 540 homens
- 4ª Divisão de Cavalaria, comandada pelo Coronel Leonardo Susviela com 450 homens
- 5ª Divisão de Cavalaria, comandada pelo Coronel Bernardo González com 325 homens

### Corpo do Exército do Uruguai

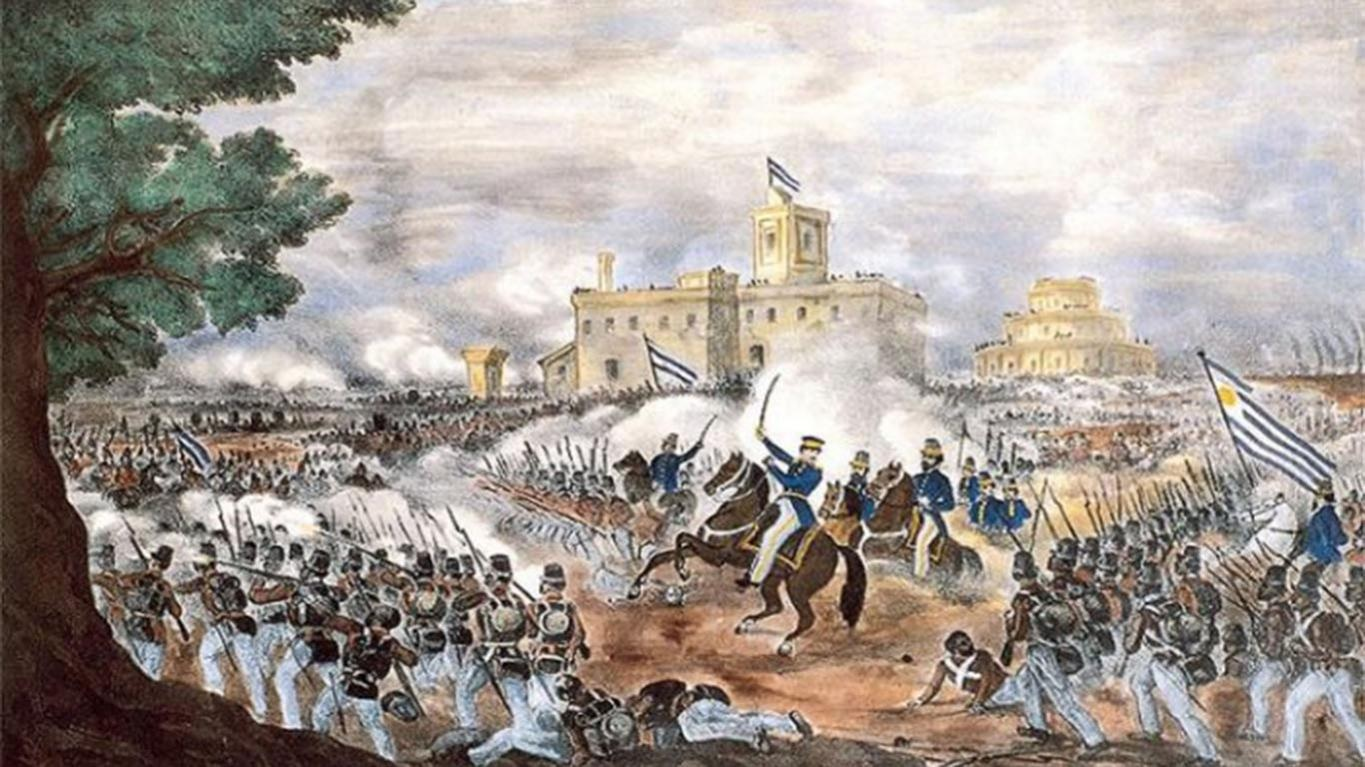
Infantaria oriental na batalha de Caseros

Com um total de 2000 homens, comandados pelo Coronel César Díaz:
- Esquadrão de Artilharia, comandado pelo Tenente Coronel Mariano de Vedia com 200 homens
- Batalhão de Infantaria de Resistência, comandado pelo Coronel Juan Antonio Lezica Aramburu com 500 homens
- Batalhão de Infantaria Voltígeros, comandado pelo Tenente Coronel León de Palleja com 500 homens
- Batalhão de Infantaria da Guarda Oriental, comandado pelo Coronel José María Solsona com 490 homens
- Batalhão de Infantaria da Ordem (ex-Restauradores), comandado pelo Major Eugenio Manuel Abella com 280 homens
- Escolta Cavalaria Piquete com 30 homens

### Corpo do Exército Brasileiro

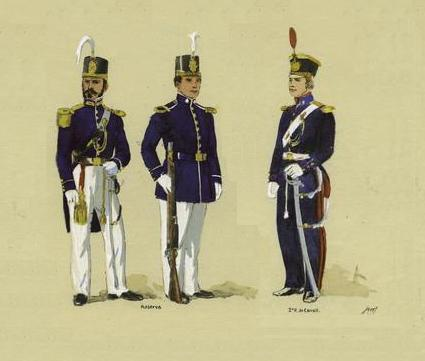
Soldados do Império do Brasil em 1850

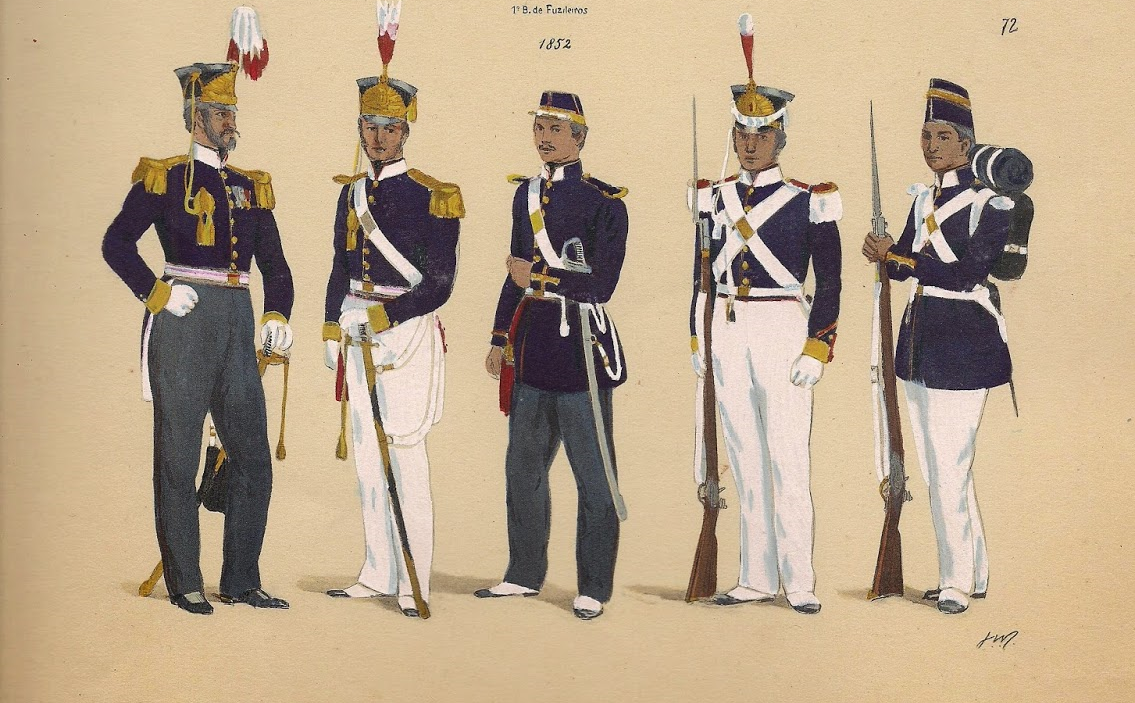
Infantaria imperial, uniforme do soldado imperial brasileiro em 1852

Com um total de 4020 homens, comandados pelo Brigadeiro Manuel Marques de Sousa (futuro Conde de Porto Alegre):
- 1º Regimento de Artilharia, comandado pelo Major Joaquim Gonçalves Fontes com 200 homens
- Fogo de bateria ao Congreve, comandado pelo Major Joaquim Gonçalves Fontes com 160 homens
- Batalhão de Infantaria nº 5, comandado pelo Major Lopes Pessegueiro com 510 homens
- Batalhão de Infantaria nº 6, comandado pelo Tenente Coronel Ferreira com 600 homens
- Batalhão de infantaria nº 7, comandado pelo tenente-coronel Bruce com 490 homens
- Batalhão de infantaria nº 8, comandado pelo major Resin com 540 homens
- Batalhão de Infantaria nº 11, comandado pelo Tenente Coronel Mello Albuquerque com 520 homens
- Batalhão de Infantaria nº 13, comandado pelo Tenente Coronel Ferreito Tamarindo com 452 homens
- 2º Regimento de Cavalaria, comandado pelo Tenente Coronel Manuel Luis Osorio com 550 homens

## Cruzando o rio Paraná e entrando na província de Santa Fé

### Movimentos antes do cruzamento
Diamante, na época, era uma humilde cidade ribeirinha do rio Paraná, localizada em altas ravinas em um promontório chamado Punta Gorda. Desse ponto haviam cruzado o Paraná os generais Ramírez, em 1821, e Lavalle, em 1840. Na margem oposta, e no território da província de Santa Fé, uma vasta planície era ideal para acomodar o Grande Exército. O Batalhão "Urquiza", sob o comando do Tenente Coronel Manuel Basavilbaso, foi colocado sob custódia; e o comandante militar de Diamante era o tenente-coronel de origem Santa Fé Luis Ramón Hernández (sobrinho materno dos brigadeiros Estanislao López e Juan Pablo López, ex-caudilhos e governadores de Santa Fé), que foi constantemente informado da situação em sua província natal pelos bombeiros (espiões) por ele enviados, todos comunicados ao governo de Entre Ríos.
Para evitar a invasão aliada, aproveitando a formidável barreira natural que constituía o rio Paraná, o governador de Santa Fé, General Echagüe, contava com o corpo semiveterano dos Dragones e as milícias de sua província, além de duas divisões da cavalaria de Buenos Aires, de apoio, estacionada nesta província. Um deles, sob o comando do Coronel Martín de Santa Coloma, estava lotado na cidade de Santa Fé e o outro, sob o comando do Coronel Vicente González (vulgo El Carancho del Monte), estava lotado na cidade de Rosário.
No município do Paraná, o batalhão "Fidelidad", comandado pelo Tenente Coronel Eugenio Núñez, sob o comando superior do Coronel José María Francia, chefe da guarnição da capital entrerriana.
Na madrugada de 9 de dezembro, o capitão Jacinto González, pertencente à divisão de cavalaria do Coronel Vicente González em Buenos Aires, localizada ao sul da província de Santa Fé, falou à frente dela em favor do general Urquiza; atacando imediatamente a divisão do Coronel Santa Coloma, que poderia conter à força seu atacante. No dia 10 de dezembro, o capitão González desembarcou em Diamante, após cruzar o rio Paraná, com 400 homens e 3000 cavalos. Foram imediatamente despachados para o campo de Calá, onde Urquiza promoveu o capitão González a tenente-coronel. Sua divisão iria se juntar ao Exército de Entre Rios como a 9ª Divisão de Cavalaria.

### Planejamento
O flanqueamento do grande rio Paraná seria executado pelo grosso do Grande Exército por Diamante, enquanto outra coluna secundária cruzaria o Paraná desde a capital de Entre Ríos até a de Santa Fé, que o tinha pela frente. Por considerações estratégico-metodológicas, seria antes esta última travessia, cuja resistência poderia colocar em sério risco a invasão da costa inimiga e fazer fracassar toda a operação, caso fossem despachadas convenientes forças de Santa Fé e Rosário para lutar e rejeitar os ataques. cabeças de praia de Entre Ríos.
Para anular esse risco, o general Urquiza tomou várias medidas. Recebeu notícias confiáveis do litoral de Santa Fé, transmitidas pelo comandante Hernández, sobre a atitude do coronel Santa Coloma, que estava em Coronda desde setembro passado. O dirigente de Entre Ríos também estava ciente da situação que se instalou na capital Santa Fé. Os dados recebidos de lá eram favoráveis aos planos constitucionais de Urquiza.

### Declaração da cidade de Santa Fe
Sabendo que a invasão de sua província era iminente, o general Echagüe deixou Santa Fé para organizar a resistência contra Urquiza e em 16 de dezembro deixou o juiz de primeira instância Urbano de Iriondo como governador delegado. Este acatou a posição conferida com o intuito de se pronunciar a favor de Urquiza no primeiro momento favorável. Echagüe chegou ao Monte de los Padres, na margem do riacho homônimo (ao sul do atual Santo Tomé), com 300 homens. Lá ele foi recebido pelas forças do Coronel Bartolomé Castañeda, o corpo indígena militarizado " Lanceros del Sauce ", sob o comando de seu tenente-chefe coronel Antonio Crespo, e alguns Corondinos sob o comando do Capitão Pereira. Com esses elementos, Echagüe conseguiu reunir 700 homens. A pedido do governador delegado, o batalhão cívico "Guardia de la Federación", sob o comando do Major Ignacio Comas, permaneceu na capital Santa Fé, para não deixá-la desprotegida. Muitos moradores principais já estavam comprometidos com a mudança, assim que Urquiza passou pelo rio Paraná. Um desses vizinhos, Domingo Crespo preparou o pronunciamento em Santa Fé, combinando com seu irmão Antonio Crespo, delegado governador de Entre Ríos. Essa conspiração nasceu em uma natureza morta no porto e na qual Ignacio Comas, Ricardo Aldao e Urbano de Iriondo estão envolvidos com ele.
Em 23 de dezembro, Antonio Crespo avisou seu irmão que o general Urquiza estava atravessando o rio. Naquele dia, o Coronel Manuel Febre consultou Domingo Crespo sobre sua opinião sobre a passagem do Grande Exército; Crespo perguntou se ele era a favor de Urquiza, ao que o coronel Febre respondeu que não. Crespo respondeu ao soldado como ele ainda poderia permanecer na cidade. Imediatamente depois, o coronel Fabre retirou-se com sua escolta para o Monte de los Padres e ordenou que o major Comas deixasse a capital com seu batalhão para se encontrar com o general Echagüe.
Porém, o Major Comas, já comprometido com o movimento revolucionário, seguro da ajuda que viria da cidade do Paraná e das pessoas que o Coronel Matías Díaz tinha em San José del Rincón, enganou sua ida para Echagüe e Febre, decidido a se pronunciar ao amanhecer contando com a vontade de seu batalhão de cidadãos cívicos. Na Alfândega de Santa Fé (hoje sede da Assembleia Legislativa da Província de Santa Fé), foram aquartelados o batalhão de cívicos e a companhia de pardos, sob o comando do Capitão Osuna, aguardando ordem de marcha para onde estava o general Echagüe, embora todos, exceto a maioria das morenas, repugnassem.
O delegado governador Iriondo, reuniu um grupo de 40 homens de sua confiança e caminhou a noite toda do dia 23 patrulhando a cidade. Na madrugada de 24 de dezembro, quando tocou o alvo, o Major Comas reuniu todos os homens, cívicos e morenos, no pátio da Alfândega, e quando estavam na fila exclamou: Viva o General Urquiza, morra o tirano Rosas! Ao que o cívico respondeu de forma satisfatória. Alguns fugiram para o acampamento de Echagüe e alguns homens de pele escura prepararam seus rifles para enfrentarem uns aos outros. No entanto, eles foram rapidamente desarmados e levados sob custódia pelos civis.
A coluna expedicionária destinada a auxiliar o pronunciamento da Santa Fé foi colocada sob o comando do chefe da guarnição da cidade paranaense, Coronel Francia, com quem o Tenente Coronel Hernández teve que colaborar. Em 22 de dezembro, Urquiza, de Diamante, enviou ordem ao governador delegado Antonio Crespo para realizar esta operação de distração operacional. O coronel Francia convocou o comandante Hernández e confiou-lhe o batalhão "Fidelidad" e uma companhia de oficiais cívicos para realizar a operação. A força expedicionária nadou do porto (atual Bajada Grande), com cada cavalo a seu lado, até a Ilha Lanche; à meia-noite o riacho Paranacito foi vadeado da mesma forma. Ao amanhecer, o comandante Hernández estava na ilha em frente ao Colastiné (onde se localizava uma guarda avançada do inimigo), onde tinha que esperar pelas armas, munições e montarias que o Coronel Francia lhe enviava em barcaças. No momento em que o chefe da guarda inimiga de Colastiné enviava seu relatório diário a Santa Fé, o comandante Hernández o capturou de surpresa.
Ao meio-dia chegaram os barcos em que o Coronel Francia comandava a infantaria, mas para não atrasar a operação, Hernández avançou com a cavalaria (cerca de 25 cavaleiros), e na cidade conheceu o Major Comas, que o entregou a praça. sem resistência com o batalhão cívico "Guardia de la Federación", um forte de 500 soldados de infantaria e 4 peças de artilharia. Ainda naquele dia, o Coronel Francia entrou na capital Santa Fé com 600 crianças cívicas paranaenses. A falta de controle do governo foi suprimida com a eleição de Domingo Crespo como governador, que apoiou totalmente o projeto constitucional do general Urquiza.

### O cruzamento
Na madrugada de 23 de dezembro de 1851, o Grande Exército começou a cruzar o rio Paraná por Diamante. Para apoiar esta operação, chegou a pequena flotilha Corrientes, sob as ordens do Capitão Alberto Villegas, e o ex-governador e líder de Corrientes, Brigadeiro Pedro Ferré (carpinteiro experiente em navios fluviais) enviou jangadas rodeadas por ripas de madeira, que ele construiu em La Peace, capaz de conter peças de artilharia, bagagens e cavalos.
Cerca de 22 000 homens tiveram que cruzar o grande canal. O responsável imediato pela travessia foi o Coronel Major Juan Madariaga e, como seu ajudante de campo, o capitão Martín José Ruiz Moreno. Este oficial servia na época como Capitão do Porto de Diamante e graças a isso pôde fornecer seus conhecimentos sobre os locais mais adequados para a travessia.
Os acantonamentos e quartéis do Grande Exército foram instalados no local atual 'General Urquiza "perto de uma queda chamada" El Brete "dominado por um grande cânion, onde em julho de 1840 foram construídos os redutos construídos pelo General José María Paz e Tomás de Iriarte para proteger a retirada das tropas unitárias do General Juan Lavalle depois de ser derrotado na batalha de Sauce Grande pelas forças federais do General Echagüe de Entre Ríos. De lá, o general Urquiza cobriu suas tropas.
Porém, as forças de cavalaria não começaram a cruzar dali, mas em outro localizado a quase três quilômetros da cidade, no lugar denominado "Las Mangas", e tanto os Entre Rios quanto os Corrientes os atravessaram a nado, já que seus cavalos estavam acostumados a vadear cursos d'água, aproveitando algumas ilhas para repor suas energias. Uma significativa descida do rio produzida por uma estação seca favoreceu a travessia. Para garantir uma cabeça de praia para se consolidar em território inimigo, Urquiza formou uma vanguarda composta por quase 4000 soldados de cavalaria das divisões Entre Ríos dos Coronéis Galarza (2ª), Urdinarrain (1ª) e Palavecino (3ª).ª), dois batalhões da infantaria de Corrientes e uma bateria de 6 peças de artilharia, também Corrientes.
Nessas circunstâncias, a equipe brasileira do almirante Grenfell chegou ao local. O General Urquiza ordenou que a 1ª Divisão brasileira desembarcasse diretamente no litoral de Santa Fé, deixando o vapor Dom Pedro para colaborar no transporte do material e impedimento de El Brete.
No dia seguinte (24 de dezembro), o General Urquiza, após completar com sucesso esta primeira fase, cruzou o Rio Paraná (junto com seu primeiro ajudante, Tenente Coronel Indalecio Chenaut, seu guarda-costas e seus assistentes, o Coronel Paraguaio Federico Guillermo Báez e o Major Adolfo Arana), cruzou as ilhas pantanosas que mediavam entre o rio Paraná e o litoral continental de Santa Fé e chegou ao posto de Barrancas (atual Barrancas Viejo, na periferia da atual Barrancas), a caminho de Santa Fé. Em dezembro 25, no dia seguinte, Urquiza, à frente da vanguarda do Grande Exército, instalou seu quartel-general no rio Carcarañá. Em Diamante, o General Benjamín Virasoro e o Coronel José Miguel Galán foram encarregados de continuar a operação de recebimento das últimas unidades militares incorporadas ao Grande Exército.

### Declaração da cidade de Rosário
A consequência imediata do avanço do Grande Exército foi um segundo pronunciamento anti-rosista no território de Santa Fé: o da então cidade de Rosário. Apesar do perigo representado pelas forças do general Echagüe, localizado a 60 km de distância, e o exército do general Mansilla (8000 homens dos três braços), localizado em San Nicolás de los Arroyos, em 25 de dezembro, às margens do fluxo Ludueña. Nas margens do rio Paraná, as milícias Rosário, reduto de 2500 homens, sob o comando do tenente-coronel José Agustín Fernández, se revoltaram e foram para Urquiza. O Comandante Fernández foi fielmente apoiado por seus chefes e oficiais subordinados: Tenentes Coronéis Estanislao Zeballos eJuan Pío González, os anciãos Patricio Rodríguez del Fresno, Polonio Goytea, Juan F. Lencina, Francisco J. Funes, Antonio Zeballos e Francisco G. González, os capitães Celestino Martínez, Ramón Garcia, Mauricio Ponce e Juan Bautista Britos e os assistentes seniores Celedonio Rodríguez e Pedro Montenegro. Horas depois, Capitão Damaso Centeno Repetiu a operação de Fernández, levantando-se na cidade de Rosário com o batalhão de infantaria de milícias daquele ponto, um forte de 300 homens, e apreendeu um comboio de guerra composto de munições e 6 peças de artilharia, que marchava para reforçar ao exército de Mansilla. Com esses estabelecimentos, formou-se uma divisão de 800 a 1000 Santa Fe.

### Conclusão da travessia
Ciente de que a travessia do Grande Exército estava sendo realizada com sucesso, o governador de Santa Fé, General Echagüe, que havia deixado a capital provincial rumo ao sul com suas forças para reunir elementos, não considerou uma boa opção para enfrentar o avanço do General. O exército invasor de Urquiza recuou para o sul, juntando forças com a divisão de Buenos Aires do coronel Santa Coloma, para contatar o brigadeiro Ángel Pacheco, que tinha sua divisão em San Nicolás de los Arroyos. Echagüe e Santa Coloma conseguiram escapar para Buenos Aires fazendo um grande desvio pelos pampas de Santa Fé-Córdoba, enquanto as deserções de suas forças aumentavam sem cessar. Eles finalmente chegariam a Buenos Aires com apenas 300 homens.
O pronunciamento de Rosário motivou Urquiza no dia 27 de dezembro a avançar com suas forças neste ponto e ordenar ao general Virasoro, que comandava o resto do exército em Diamante, que suspendesse a travessia do Paraná como eles continuavam fazendo e para todos as demais unidades de infantaria, artilharia, material de guerra, serviços auxiliares e até algumas unidades de cavalaria que estavam sem cavalos iriam, a bordo dos navios brasileiros e da flotilha de Corrientes, por via marítima diretamente para Espinillo onde teriam lugar a reunião definitiva do Grande Exército para abrir sua campanha em Buenos Aires.
Ao dar esse novo rumo à passagem das forças aliadas, salvou-se uma longa e dolorosa marcha por terreno difícil, de escassa subsistência e impraticável para a artilharia, e o mais importante, estava se aproximando delas em seis horas de navegação, a 55 quilômetros de a fronteira com Buenos Aires.
O General Virasoro, obedecendo às novas ordens do General Urquiza, começou em 28 de dezembro a dirigir todos os navios existentes para Espinillo, cada navio transportando tantos homens quanto pudesse localizar. O movimento era incessante e não demorava mais do que o tempo necessário para embarcar e desembarcar sua carga. Mas a operação foi atrasada porque a maior parte dos vapores brasileiros tiveram que baixar o Paraná nos primeiros dias de janeiro de 1852 e não havia nada a não ser continuar transportando o Rio Uruguai, o vapor Oriental (ambos navios de bandeira Uruguai) e alguns pequenos mercadores embarcações de pouca capacidade.
O contingente oriental foi transportado para Espinillo em 6 de janeiro e em 8 de janeiro foram transportados os últimos elementos do Grande Exército: a artilharia argentina, sob o comando do coronel José María Pirán, na qual estavam localizadas as duas unidades de artilharia do tenente de Entre Ríos. Coronel Marcelino Martínez.
Concluiu assim com sucesso uma das operações mais delicadas que se conhece na guerra e que nunca se realizou naquelas latitudes: a travessia de um grande corpo de água por um grande exército.

## Província de Santa Fé, a nova vanguarda do Grande Exército
A província de Santa Fé foi tomada de forma tão pacífica quanto o Uruguai. Lá o general Urquiza foi muito bem recebido pela população e pelo novo governador. Domingo Crespo permitiu-lhe, além de acampar as forças aliadas nos campos próximos ao antigo posto Espinillo (atual município de Capitán Bermúdez) e desembarcar o material de guerra no porto de Rosário, desfazer-se das milícias de Santa Fé, às quais se juntaram ao Grande Exército em número de 2000 homens. Juan Pablo López (irmão do falecido líder Santa Fé e governador Estanislao Lopez) assumiu o comando do Santa Fé unido ao Grande Exército.

### Corpo do Exército de Santa Fé
Chamado de Divisão Santafesina. Com um total de 2000 cavalaria, comandada pelo Brigadeiro Juan Pablo Lopez:
- Plana Mayor (destinada a assessorar o comandante do corpo), sob o comando do Coronel Santiago Oroño e secundada pelos Tenentes Coronéis José Agustín Fernández e Estanislao Zeballos e pelo então Tenente Nicasio Oroño (29 homens).
- Esquadrão de Dragões del Rosario, comandado pelo Comandante Juan Pío González (1 Companhia de 60 homens, comandado pelo Capitão Laureano Manso):
- Freedom Squad (204 homens):
  - 1ª Companhia, comandada pelo 1º Tenente Antonio Ceballos (103 homens)
  - 2ª Companhia, comandada pelo Capitão José María Polonio (101 homens)
- 1º Esquadrão (259 homens):
  - 1ª Companhia, comandada pelo Capitão Gregorio Piñero (84 homens)
  - 2ª Companhia, comandada pelo Capitão Ángel Caballero (82 homens)
  - 3ª Companhia, comandada pelo Capitão Anacleto Arias (93 homens)
- 2ª Tropa (209 homens):
  - 1ª Companhia, comandada pelo Capitão Juan Bautista Britos (105 homens)
  - 2ª Companhia, comandada pelo Capitão Mauricio Ponce (104 homens)
- 3º Esquadrão (124 homens):
  - 1ª Companhia, comandada pelo Major Nicolás Guardia (40 homens)
  - 2ª Companhia " Lanceros del Sauce " (Abipones), comandada pelo Capitão Nicolás Denis (28 homens)
  - 3ª Companhia " Lanceros de San Pedro " (Mocovíes), comandada pelo Major Santos Gaisa (56 homens)
- 4º Esquadrão, comandado pelo Major Francisco Javier Ramírez (237 homens):
  - 1ª Companhia, comandada pelo Capitão Justo P. Hernández (57 homens)
  - 2ª Companhia, comandada pelo Capitão José Godoy (94 homens)
  - 3ª Companhia, comandada pelo Capitão Ramón Garcia (86 homens)
- Esquadrão... (não especificado), comandado pelo Comandante Luis Ramón Hernández (208 homens):
  - 1ª Companhia, sob o comando do Major José Rodríguez (93 homens)
  - 2ª Companhia, comandada pelo Tenente Luis Figueroa (115 homens)
- 1º Esquadrão de Cavalaria (não mostrado forçando aplicável) Commander "Gorordo" (indicando nenhuma patente militar e nome) (97 homens):
  - 1ª Companhia, comandada pelo Major Pablo Seco (45 homens)
  - 2ª Companhia, sob o comando do Tenente José María Pereyra (52 homens)
- 2º Comandante do Esquadrão de Cavalaria "Gorordo" (95 homens):
  - 1ª Companhia, comandada pelo Capitão Pedro Pablo Córdoba (54 homens)
  - 2ª Companhia, comandada pelo 2º Tenente Enrique Acosta (41 homens)
- 3º Comandante do Esquadrão de Cavalaria "Gorordo" " Lancers San Javier " (mocovíes) (172 homens)
  - 1ª Companhia, comandada pelo Capitão Francisco Rodríguez del Fresno (67 homens)
  - 2ª Companhia, comandada pelo Capitão Nicolás López (105 homens)

## Reconcentração e reorganização do Grande Exército em El Espinillo
Em 8 de janeiro de 1852, todo o Grande Exército estava acampado ao longo da costa de El Espinillo e seus arredores. Sua vanguarda, sob o comando do próprio General em Chefe, estava às margens do riacho Pavón, 55 quilômetros ao sul de El Espinillo. Santa Fé e Rosário já haviam sido ocupados. O número de homens do exército aliado era de uma força total de 24 000 homens das três armas com 45 peças de artilharia:
- Corpo do Exército Entre Ríos: 8500
  - 2 batalhões de infantaria
  - 10 divisões (regimentos) de cavalaria
  - 1 bateria de infantaria
- Corpo do Exército de Corrientes: 5500
  - 2 batalhões de infantaria
  - 6 regimentos de cavalaria
  - 1 esquadrão de artilharia
- Corpo do Exército de Buenos Aires (aqueles que estiveram no cerco de Montevidéu): 4500
  - 4 batalhões de infantaria
  - 5 divisões (regimentos) de cavalaria
  - 2 esquadrões de artilharia
- Corpo do Exército de Santa Fé: 800
  - 8 esquadrões de cavalaria
- Corpo do Exército Brasileiro: 3000
  - 6 batalhões de infantaria
  - 1 regimento de cavalaria
  - 1 regimento de artilharia
- Corpo de exército do Uruguai: 1700
  - 4 batalhões de infantaria
  - 1 esquadrão de artilharia
  - 1 piquete de cavalaria

O general Urquiza reorganizou todos esses corpos em dez colunas ou divisões principais e uma escolta:
- Escolta (1000 pilotos):
  - 1. er Cavalaria para o comando do coronel Mariano Zalazar;
  - 2º Regimento de Cavalaria (3 pelotões Santa Fé) sob o comando do Tenente Coronel Cruz Gorordo.
- Divisão de Cavalaria do Coronel Major Gregorio Aráoz de Lamadrid (1500 cavaleiros):
  - 4ª Divisão de Cavalaria (Entre Ríos), sob o comando do Coronel Casto N. Domínguez;
  - 2º Regimento de Cavalaria (Brasileiro), comandado pelo Tenente Coronel Manuel Luis Osorio.
- Divisão de Cavalaria do Brigadeiro Juan Pablo López (3500 cavaleiros):
  - 5ª Divisão de Cavalaria (Entre Ríos), sob o comando do Coronel Mariano Doroteo Salazar;
  - 6ª Divisão de Cavalaria (Entre Ríos), sob o comando do Coronel Apolinario Almada;
  - 7ª Divisão de Cavalaria (Entre Ríos), sob o comando do Tenente Coronel Juan José Paso;
  - 8ª Divisão de Cavalaria (Entre Ríos), sob o comando do Major Ricardo López Jordan;
  - 9ª Divisão de Cavalaria (Entre Ríos), sob o comando do Tenente Coronel Jacinto González;
  - Divisão de Cavalaria San José (Entre Ríos), sob o comando do Tenente Coronel Barón Alfredo Marbais du Graty;
  - 1 empresa do Rosario Dragon Squad (Santa Fe);
  - Freedom Squad (Santa Fe);
  - 1. er esquadra (santafesino);
  - 2º Esquadrão (Santa Fe);
  - 3. er esquadrão (santafesino);
  - 4º Esquadrão (Santa Fe);
  - Esquadrão (Santa Fe) comandado pelo Comandante Luis Ramón Hernández.
- Divisão de Cavalaria do Brigadeiro Anacleto Medina (1400 cavaleiros):
  - 2ª Divisão de Cavalaria (Buenos Aires), sob o comando do Coronel Manuel Hornos;
  - 3ª Divisão de Cavalaria (Buenos Aires), sob o comando do Coronel Pedro León Aquino;
  - 5ª Divisão de Cavalaria, sob o comando do Coronel Santiago Oroño.
- Divisão de Cavalaria do Coronel Major José Domingo Ábalos (5000 cavaleiros):
  - Regimento de Escolta (Corrientes), sob o comando do Coronel José Antonio Virasoro;
  - 1º Regimento (Corrientes), ao comando do Coronel Manuel Antonio Ocampo;
  - 2º Regimento (Corrientes), sob o comando do Coronel Bernardino López;
  - 3º Regimento (Corrientes), ao comando do Coronel Simeão Paiva;
  - 4º Regimento (Corrientes), sob o comando do Coronel Nicanor Cáceres;
  - 5º Regimento (Corrientes), sob o comando do Coronel Salvador Bejarano;
  - 6º Regimento (Corrientes), sob o comando do Coronel Andrés Ricarde;
  - 1ª Divisão de Cavalaria (Buenos Aires), sob o comando do Coronel José Ignacio Burgoa;
  - 4ª Divisão de Cavalaria (Buenos Aires), sob o comando do Coronel Leonardo Susviela.
- Divisão de Cavalaria do Coronel Manuel Urdinarrain (1300 cavaleiros):
  - 1ª Divisão de Cavalaria (Entre Ríos).
- Divisão de Cavalaria do Coronel Miguel Galarza (1500 cavaleiros):
  - 2ª Divisão de Cavalaria (Entre Ríos).
- Divisão de Cavalaria do Coronel Manuel Palavecino (1100 cavaleiros):
  - 3ª Divisão de Cavalaria (Entre Ríos).
- Divisão de Infantaria do Coronel José Miguel Galán (infantaria e artilharia argentina) (2700 infantaria e 700 artilheiros):
  - Brigada Entrerriana, comandada pelo Coronel Manuel Basavilbaso:
    - Batalhão Entrerriano, comandado pelo Tenente Coronel Ramón Lista;
    - Batalhão Urquiza.

  - Brigada Correntina, comandada pelo Tenente Coronel Cayetano Virasoro:
    - Batalhão de Defensores, comandado pelo Major Wenceslao Martínez;
    - Batalhão Patricios, comandado pelo Major Santiago Acevedo.

  - Brigada Porteña, comandada pelo Coronel Matías Rivero:
    - Batalhão de Buenos Aires, sob o comando do Coronel Martín Tejerina;
    - Batalhão San Martín, sob o comando do Coronel Mariano Echenagucía;
    - Batalhão de Constituição, sob o comando do Coronel José Toledo;
    - Batalhão da Federação, comandado pelo Coronel Rodríguez.

  - Artilharia, sob o comando do Coronel José María Pirán:
    - Regimento de Artilharia (Entre Ríos), comandado pelo Tenente Coronel Marcelino Martínez;
    - Esquadrão de Artilharia (Corrientes), comandado pelo Tenente Coronel Solano González;
    - Esquadrão de Artilharia (Buenos Aires), comandado pelo Tenente Coronel Bernardo Castro;
    - Esquadrão de Artilharia (Buenos Aires), sob o comando do Tenente Coronel Bartolomé Mitre.
- Divisão de Infantaria do Brigadeiro Manuel Marques de Sousa (1ª Divisão Brasileira) (2300 infantaria e 300 artilheiros):
  - 1ª Brigada, sob o comando do Tenente Coronel José Ramón Esquivel:
    - Batalhão de Infantaria nº 5, comandado pelo Major Lopes Pessegueiro;
    - Batalhão de Infantaria nº 6, comandado pelo Tenente Coronel Ferreira.

  - 2ª Brigada:
    - Batalhão de Infantaria nº 7, comandado pelo Tenente Coronel Bruce;
    - Batalhão de infantaria nº 8, comandado pelo major Resin.

  - 3ª Brigada:
    - Batalhão de Infantaria nº 11, comandado pelo Tenente Coronel Mello Albuquerque;
    - Batalhão de Infantaria nº 13, comandado pelo Tenente Coronel Ferreito Tamarindo.

  - Artilharia, comandada pelo Major Joaquim Gonçalves Fontes:
    - 1º Regimento de Artilharia;
    - Bateria de fogo para o Congreve.
- Divisão de Infantaria do Coronel César Díaz (contingente oriental) (1500 infantaria e 200 artilheiros):
  - Batalhão de Resistência, comandado pelo Coronel Juan Antonio Lezica Aramburu;
  - Batalhão Voltígeros, comandado pelo Tenente Coronel León de Palleja;
  - Batalhão da Guarda Oriental, sob o comando do Coronel José María Solsona;
  - Batalhão da Ordem, comandado pelo Major Eugenio Manuel Abella;
  - Esquadrão de Artilharia comandado pelo Tenente Coronel Mariano de Vedia;
  - Piquete de cavalaria de escolta.

No Grande Exército não havia Estado-Maior. Os chefes de divisão recebiam ordens diretamente do general-em-chefe na vanguarda e do major-general no grosso do exército. Não tinha Corpo de Engenheiros, nem escritório de mestre, nem forja de campo, exceto aquela que os brasileiros carregavam. Também não havia hospitais de campanha ou corpos militares de saúde. Os brasileiros e os orientais tinham algumas ambulâncias para socorrer os feridos e uma equipe médica de cirurgiões e iam até eles em caso de emergência, todos os outros órgãos que não tinham esses benefícios. Em relação ao Tesouro, não havia intendente, nem tesoureiro, nem comissário e mandatário, nem fornecedor geral de provisões. No Ministério da Justiça, o exército não tinha um auditor geral.

### Plano de campanha
Assim que o Grande Exército foi estabelecido em seu novo acantonamento em El Espinillo, o general Urquiza decidiu dividi-lo em duas grandes massas armadas.
Primeiro em um:
- Vanguarda (10 000 homens), comandado pelo General em Chefe, General Urquiza:
  - Escolta (entrerriana-santafesina);
  - Divisão de Cavalaria La Madrid (entrerriana-brasileira);
  - Divisão de Cavalaria J.P. López (Entre Ríos-Santa Fe);
  - Divisão de Cavalaria Medina (Buenos Aires);
  - Divisão de Cavalaria Galarza (Entre Ríos);
  - Divisão de Cavalaria Palavecino (Entre Ríos);
  - Regimento de Cavalaria do Coronel J.A. Virasoro (Corrientes) (pertencente à Divisão de Cavalaria de Ábalos)
  - Brigada de Infantaria Corrientes do Tenente Coronel C. Virasoro;
  - Esquadrão (bateria) de Artilharia (Corrientes) do Tenente Coronel S. González, com 6 peças de artilharia.

Essa formidável vanguarda constituía uma imponente massa de cavalaria, apoiada por infantaria suficiente em casos de resistência. Além disso, a presença do general comandante dava-lhe uma força moral irresistível.
Por trás dessa forte vanguarda, ele seguiu:
- Grosso do Exército ou Corpo de Batalha (14 000 homens), comandado pelo Major-General, General Virasoro:
  - Divisão de Cavalaria Urdinarrain (Entre Ríos);
  - Divisão de Cavalaria de Ábalos (Corrientes-Buenos Aires);
  - Divisão de Infantaria-Artilharia Galán (Argentina [Buenos Aires-Entre Ríos]);
  - Divisão de Infantaria-Artilharia Diaz (Uruguai);
  - Divisão de Infantaria-Artilharia Marques de Sousa (Brasil).

Depois de cruzar o rio Paraná de forma tão simples, e concentrar o Grande Exército em El Espinillo, sua base militar teve que se instalar no mesmo rio, pois ao longo de seu percurso contava com vários povoados facilmente fortificados e, além disso, poderia ser apoiado pelas tropas brasileiras. Rosário, San Nicolás e San Pedro poderiam ser convertidos em fortalezas destinadas ao armazenamento e estocagem de alimentos, munições, suprimentos de guerra e a hospitais para doentes e feridos. As oficinas de maestranza poderiam ser atribuídas nesses pontos. A posse desses locais também serviria para manter a comunicação do Grande Exército com as forças navais aliadas e com o Exército de Reserva estacionado em Colônia e, o mais importante em uma campanha militar,
Uma vez escolhida e assegurada esta base, as forças armadas em campo poderão manobrar em uma linha de operações paralela a ela, com a vantagem de avançar em contato com suas forças navais e com a facilidade de executar manobras rápidas, por meio de vapor embarcações, transportando infantaria e artilharia para qualquer ponto, seja para surpreender e / ou atacar, seja para impedir o inimigo de usar esses pontos e mantê-lo em constante alarme.
No entanto, o General Urquiza, ignorando esses princípios estratégicos e, em troca de garantir boas pastagens e água frequente para sua numerosa cavalaria (ambos elementos raros no caminho para a costa), entrou na província de Buenos Aires pelo oeste. Descrevendo um semicírculo ao redor da cidade de Buenos Aires (objeto principal da campanha), desviando-se da costa do rio Paraná, e destacando-se, desta forma, de seus aliados e de sua base. Assim, o Grande Exército ficou muitos dias isolado em meio às solidões do Pampa sem comunicação com nenhum dos centros de seus recursos.
Um inimigo inteligente e experiente poderia ter convertido esses erros estratégicos de Urquiza em sua vantagem defensiva, mas o general Rosas não estava à altura da tarefa. Suas vagas provisões foram reduzidas a queimar os campos, varrendo-os de qualquer elemento de mobilidade e evitando qualquer confronto armado. Toda a sua estratégia se resumiu em encerrar a guerra em uma grande batalha campal às portas de Buenos Aires.

### Revolta do regimento do Coronel Aquino
Na véspera do início da marcha para Buenos Aires, uma trágica notícia desanimou o pessoal do Grande Exército: a revolta do regimento de cavalaria do coronel Pedro León Aquino, assassinando seus chefes e vários de seus oficiais.
O coronel Aquino, oficial veterano da Unidade, comandava a 3ª Divisão de Cavalaria (ou 3º Regimento), unidade pertencente ao Corpo do Exército de Buenos Aires, o antigo Corpo do Exército do General Rosas que Urquiza havia tomado em Montevidéu.
A necessidade de obter um bom campo, com pasto abundante e bom para os cavalos, induziu Aquino a pedir licença para acampar o regimento de seu comando, a mais de 8 quilômetros de El Espinillo, em um lugar isolado. Muitos dos que lhe eram próximos consideraram uma imprudência de Aquino, pela suspeita e desconfiança representada por aqueles soldados, que durante mais de quatorze anos serviram com lealdade ao general Rosas, e que agora lutavam contra ele, o fizeram por motivos de que eles não puderam evitar. Apesar das fingidas demonstrações de lealdade à sua nova causa, que haviam abraçado à força, esses soldados permaneceram leais a seus ex-chefes e oficiais e especialmente ao seu líder federal, Rosas. No entanto, o coronel Aquino ignorou essas advertências e preparou seu próprio fim.
Na noite de 10 de janeiro de 1852, o major Juan Aguilera aproveitou a situação mencionada e liderou um motim. Alarmado com a desordem, Aquino saiu de sua tenda acompanhado de seu ajudante, o major Bravo, e de seu ordenança, sargento Elgueta, para ser cuspido e morto na hora. O segundo chefe, tenente-coronel Aguilar, e outros oficiais também foram decapitados. Com as próprias mãos, o major Aguilera cortou a garganta do major Lizarde, que se apresentou com um esquadrão sob seu comando para reprimir a tentativa. Na dissolução, o Comandante Ponce, o Major Vázquez, o Alferes Novoa e o chefe do destacamento, o Major Carlos Terrada, conseguiram escapar., que depois de ser amarrado e preparado para o abate, em um ponto, e providencialmente, seu assistente conseguiu salvá-lo do transe.
Logo após o incidente, quem encontrou o corpo do Coronel Aquino foi o Tenente Coronel Bartolomé Mitre, que estava acompanhado do Capitão Carlos Floresta, ajudante do Coronel Aquino, salvando os dois de serem mortos por um breve período. Voltando a El Espinillo, Mitre, Forest e Terrada soaram o alarme e o coronel Manuel Urdinarrain ordenou o avanço de três esquadrões de Entre Ríos para tentar encontrar os desertores, sem sucesso.
Os amotinados em número de 400 homens, após saquearem o acampamento, foram para a província de Buenos Aires, conseguindo juntar-se às tropas estacionadas em Santos Lugares.
A notícia do acontecimento chegou ao conhecimento do General Urquiza, à época em seu quartel-general localizado na vanguarda, às duas da manhã do dia seguinte. Diz-se que o general Urquiza recebeu esta notícia com absoluta indiferença e deu a ordem de avançar contra o inimigo.
Foi às 6 da manhã do dia seguinte, 11 de janeiro, que os assassinados foram sepultados na cidade de San Lorenzo. O coronel Manuel Hornos recebeu ordem de Urquiza para perseguir os homens do major Aguilera com seu regimento. Essa busca resultou em algumas apreensões, mas não o suficiente.

## A marcha em Buenos Aires
Naquele mesmo 11 de janeiro, às 4 horas da tarde, parte dos corpos do grosso do Grande Exército começaram a se mover, não podendo fazer todo o resto ao mesmo tempo por não possuírem a mobilidade necessária.
A Divisão Diaz Infantaria (leste), a Divisão de Cavalaria Ábalos e pequena escolta do Major Geral, marchou para a Posta de los Estados, 22 quilômetros ao sul de El Espinillo, ao sudoeste de Rosario, na estrada antiga e ampla verdadeiro interior e perto do Rio Saladillo. Em 13 de janeiro, as Divisões de Infantaria Galán e Cavalaria Urdinarrain foram incorporadas.
Finalmente, no dia 15 de janeiro, à tarde, depois que a Divisão de Infantaria Marques de Sousa (brasileira) e a artilharia argentina do Coronel Pirán se juntaram, e todas as suas forças se reuniram; a maior parte do Grande Exército interrompeu seu movimento de massa, na seguinte ordem de marchas:
O grosso do exército foi dividido em cinco colunas em uma frente de mais de 7 quilômetros mais ou menos. O centro foi ocupado da esquerda para a direita pelas divisões de infantaria brasileira (Marques de Sousa), oriental (Díaz) e argentina (Galán). Divisão de cavalaria do general Ábalos à esquerda e divisão de cavalaria do coronel Urdinarrain. Trens, parques, delegacias e bagagens 40 dias depois, em 3 de fevereiro de 1852, ele obteve a vitória na Batalha de Caseros perto da cidade de Buenos Aires, então Rosas renunciou aos seus cargos e foi para o exílio na Inglaterra.